# ヴェルビエ
ヴェルビエ（フランス語: Verbier）とは、スイス南西部、ヴァレー州にある山岳リゾートで、マルティニーから南東に伸びるバーニュ谷の南向き斜面に位置している。山麓の村、ル・シャーブルからケーブル、またはマルティニーからポストバスの定期運行によるアクセスがある。

## 概要

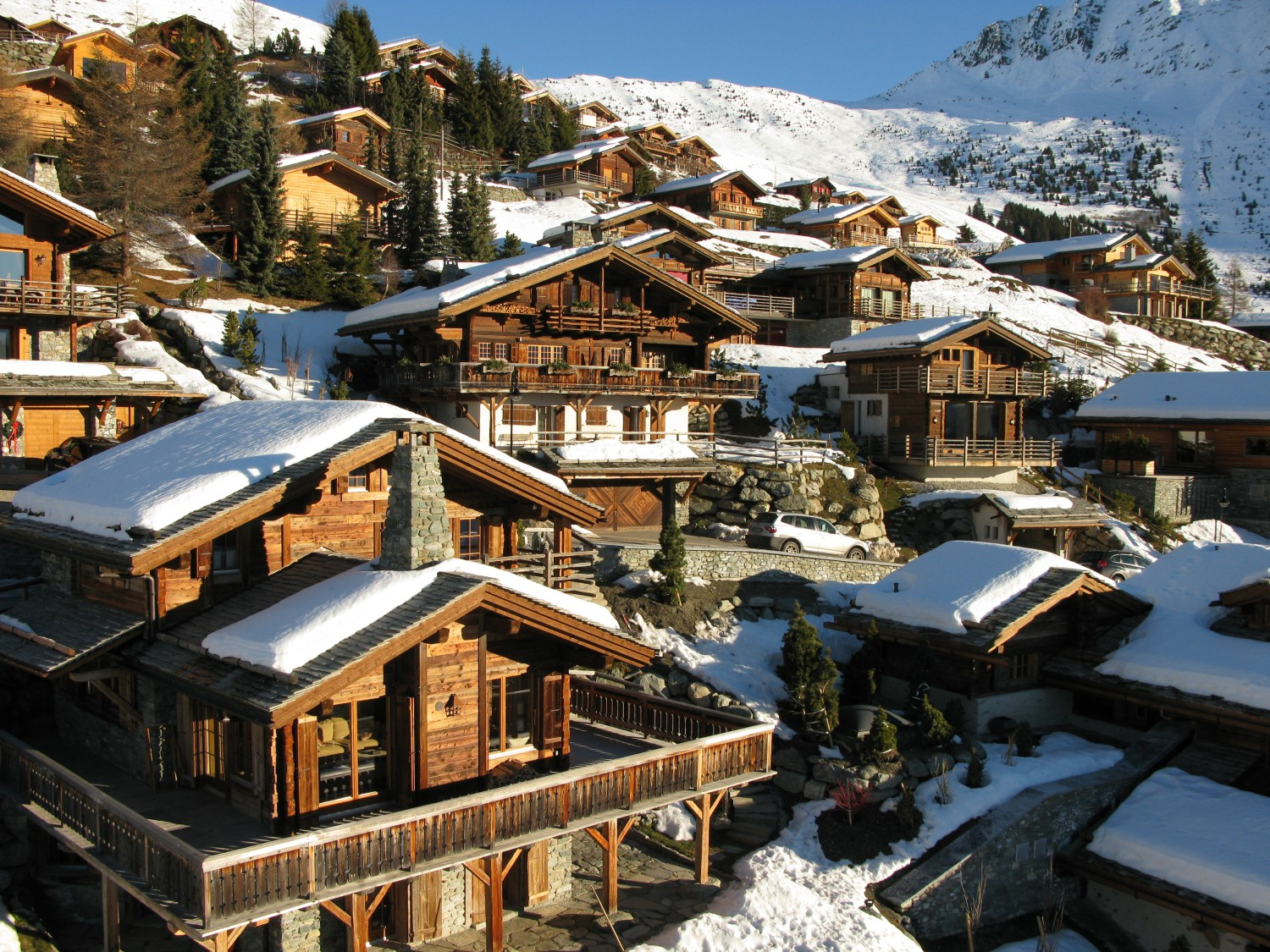
冬のヴェルビエ

ヴァレー州有数のスキーリゾートとして知られ、特にオフピステスキーのメッカとなっている。またヴェルビエはリフト総数約100基、コース総延長400km以上を形成する広大なスキーエリアであるカトルヴァレーと呼ばれるスキーリゾートの一部を形成している。カトルヴァレーはフランス語で、「4つの谷」の意味で、ヴェルビエ、Nendaz、Veysonnaz、La Tzoumaz、Thyon の合計5ヶ所のスキーリゾートを擁している。また、ヴェルビエからツェルマットまたはサースフェーまで結ぶ「オート・ルート」は人気の山スキーのコースである。
夏のシーズンは、ハイキング、マウンテンバイクなどが盛んで、通年型リゾートして観光客の誘致を図っており、世界のトップアーティストが集まる「ヴェルビエ・フェスティバル（ヴェルビエ音楽祭）」も開催されている。
ヴェルビエの標高は約1500ｍ。ヴェルビエからケーブルを乗り継いで標高約3330ｍのモンフォールへ上がれば、モンブラン、グラン・コンバンなど4000ｍ級の名峰の眺望が広がる。